# Cnesterodon holopteros
 Cnesterodon holopteros és un peix de la família dels pecílids i de l'ordre dels ciprinodontiformes.

## Distribució geogràfica
Es troba a Sud-amèrica: Uruguai